# Slim jim (ganzúa)
La slim jim (denominada herramienta de desbloqueo de puertas de automóvil en el lenguaje técnico) es un tipo de ganzúa especializada, que se emplea para abrir las puertas de un automóvil sin las llaves del mismo.

## Descripción

### Aspecto y modo de utilización
Las slim jim suelen fabricarse con la forma de una tira de metal alargada de escaso grosor, dotada de un extremo en forma de gancho.Ello permite al usuario actuar directamente sobre las palancas y las bielas de las puertas del vehículo, sin tener que manipular el mecanismo de la cerradura en sí. Para utilizar esta ganzúa, el extremo en forma de gancho se introduce entre la ventanilla y el sello de goma de esta, a fin de mover las bielas conectadas con la cerradura a la posición de «abierto». De este modo, es posible desbloquear las puertas del vehículo sin dañar su mecanismo de apertura, aunque no se disponga de llave.
Con todo, el uso inadecuado de la slim jim entraña el riesgo de desencajar las bielas de la cerradura, impidiendo así la apertura de la puerta incluso con la llave. Por esta razón, los vehículos fabricados a partir de la década de 1980 incorporan elementos de seguridad contra las slim jim, tales como barreras en el fondo de las ventanillas. Dichos elementos aíslan las bielas y el cilindro de la cerradura, lo que obstruye el acceso de la slim jim a sus conexiones internas.

### Presuntos riesgos de seguridad
Hacia el año 1997, comenzaron a circular rumores por Internet de que las slim jim podían activar accidentalmente el airbag lateral de los automóviles modernos, con el consiguiente riesgo de lesiones para el usuario de la ganzúa. Sin embargo, los investigadores de la Administración Nacional de Seguridad del Tráfico en las Carreteras de Estados Unidos (NHTSA) concluyeron que estos rumores carecían de fundamento.

### Legalidad
En los estados de California y Washington son ilegales tanto la tenencia, como la fabricación de ganzúas slim jim con intenciones espurias (p. ej. para robar un vehículo).

## En la cultura popular
La slim jim apareció en el programa televisivo MythBusters, que en 2007 dedicó un episodio a los rumores sobre la activación involuntaria del airbag con esta ganzúa. Pese a sus múltiples experimentos, los técnicos de MythBusters no pudieron verificar tales rumores. Cinco años después, el videojuego de 2012 Sleeping Dogs incluyó la slim jim como una herramienta desbloqueable, que permitía al jugador robar vehículos aparcados de forma sigilosa.